# Gran Premi de Mònaco del 1955
Resultats del Gran Premi de Mònaco de Fórmula 1 de la temporada 1955, disputat al circuit urbà de Montecarlo el 22 de maig del 1955.

## Resultats
| Pos | No | Pilot               | Equip      | Voltes | Temps/ Retir. | Pos. de sort. | Punts |
| --- | -- | ------------------- | ---------- | ------ | ------------- | ------------- | ----- |
| 1   | 44 | Maurice Trintignant | Ferrari    | 100    | 2h 58' 10. 2  | 9             | 8     |
| 2   | 30 | Eugenio Castellotti | Lancia     | 100    | + 20.2 s      | 4             | 6     |
| 3   | 34 | Jean Behra          | Maserati   | 99     | + 1 Volta     | 5             | 2     |
| 3   | 34 | Cesare Perdisa      | Maserati   | 99     | + 1 Volta     | 5             | 2     |
| 4   | 42 | Nino Farina         | Ferrari    | 99     | + 1 Volta     | 14            | 3     |
| 5   | 28 | Luigi Villoresi     | Lancia     | 99     | + 1 Volta     | 7             | 2     |
| 6   | 32 | Louis Chiron        | Lancia     | 95     | + 5 Voltes    | 19            |       |
| 7   | 10 | Jacques Pollet      | Gordini    | 91     | + 9 Voltes    | 20            |       |
| 8   | 48 | Piero Taruffi       | Ferrari    | 86     | + 14 Voltes   | 15            |       |
| 8   | 48 | Paul Frère          | Ferrari    | 86     | + 14 Voltes   | 15            |       |
| 9   | 16 | Stirling Moss       | Mercedes   | 81     | + 19 Voltes   | 3             |       |
| Ret | 40 | Cesare Perdisa      | Maserati   | 86     | Virolla       | 11            |       |
| Ret | 40 | Jean Behra          | Maserati   | 86     | Virolla       | 11            |       |
| Ret | 26 | Alberto Ascari      | Lancia     | 80     | Accident      | 2             |       |
| Ret | 46 | Harry Schell        | Ferrari    | 68     | Motor         | 18            |       |
| Ret | 36 | Roberto Mieres      | Maserati   | 64     | Transmissió   | 6             |       |
| Ret | 12 | Élie Bayol          | Gordini    | 63     | Transmissió   | 16            |       |
| Ret | 2  | Juan Manuel Fangio  | Mercedes   | 49     | Transmissió   | 1             | 1     |
| Ret | 8  | Robert Manzon       | Gordini    | 38     | Caixa canvi   | 13            |       |
| Ret | 4  | André Simon         | Mercedes   | 24     | Motor         | 10            |       |
| Ret | 18 | Mike Hawthorn       | Vanwall    | 22     | Accelerador   | 12            |       |
| Ret | 14 | Louis Rosier        | Maserati   | 8      | Pèrdua d'oli  | 17            |       |
| Ret | 38 | Luigi Musso         | Maserati   | 7      | Transmissió   | 8             |       |
| NVC | 22 | Lance Macklin       | Maserati   |        |               |               |       |
| NVC | 24 | Ted Whiteaway       | HWM - Alta |        |               |               |       |
| NVC | 4  | Hans Herrmann       | Mercedes   |        | Ferides       |               |       |

## Altres
- Pole: Juan Manuel Fangio 1' 41. 1
- Volta ràpida: Juan Manuel Fangio 1' 42. 4 (a la volta 27)
- Louis Chiron amb 55 anys i 292 dies és el pilot més veterà de la història de la F1.
- Aquest va ser l'últim GP que va córrer Alberto Ascari que pocs dies després va perdre la vida en un accident a Monza, es creu que degut a les ferides causades en l'accident al GP de Mònaco on va caure a l'aigua en un accident en el curs de la prova.